# 東瀛遊

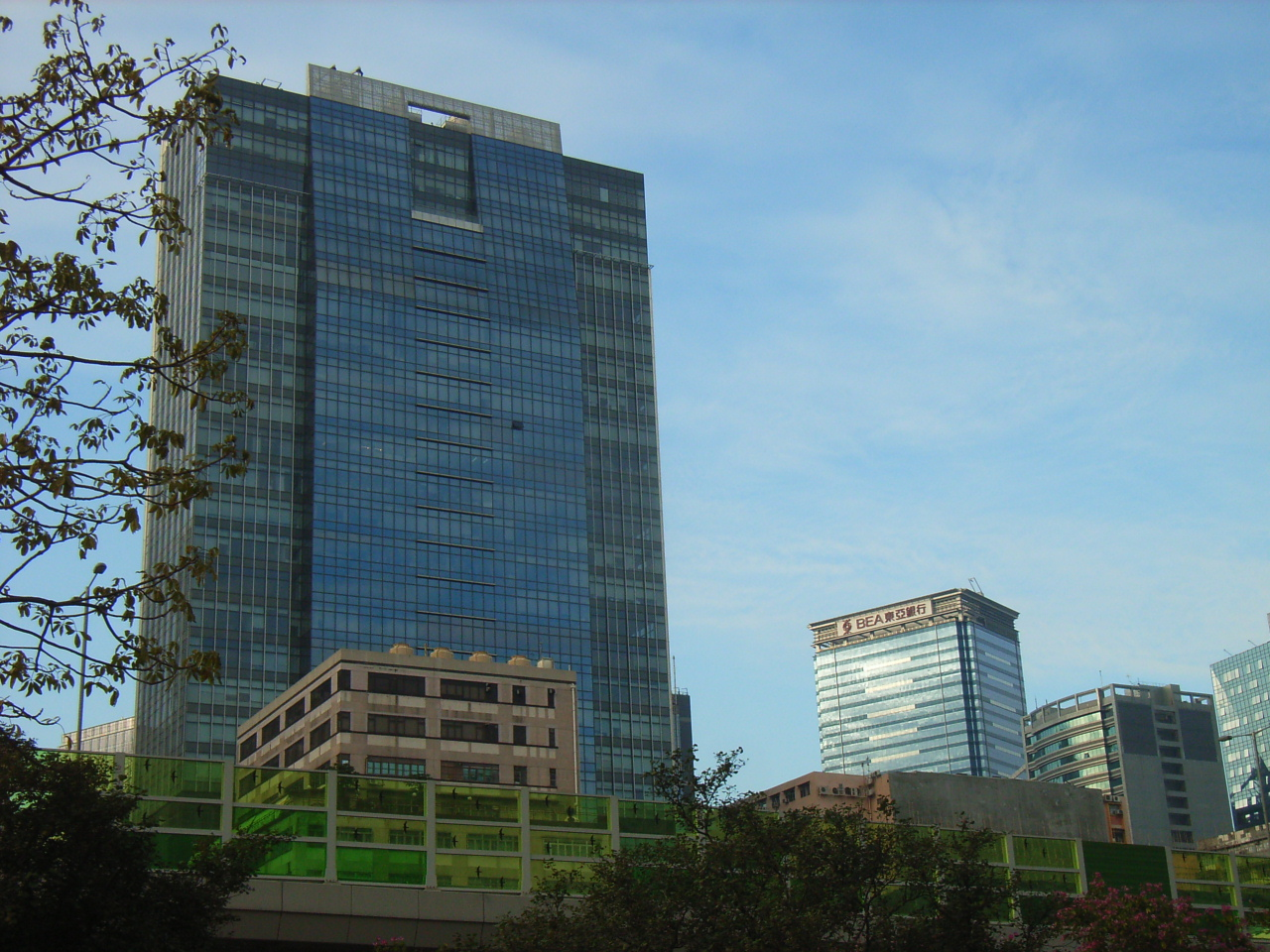
東瀛遊總部位於觀塘東瀛遊廣場（圖左）

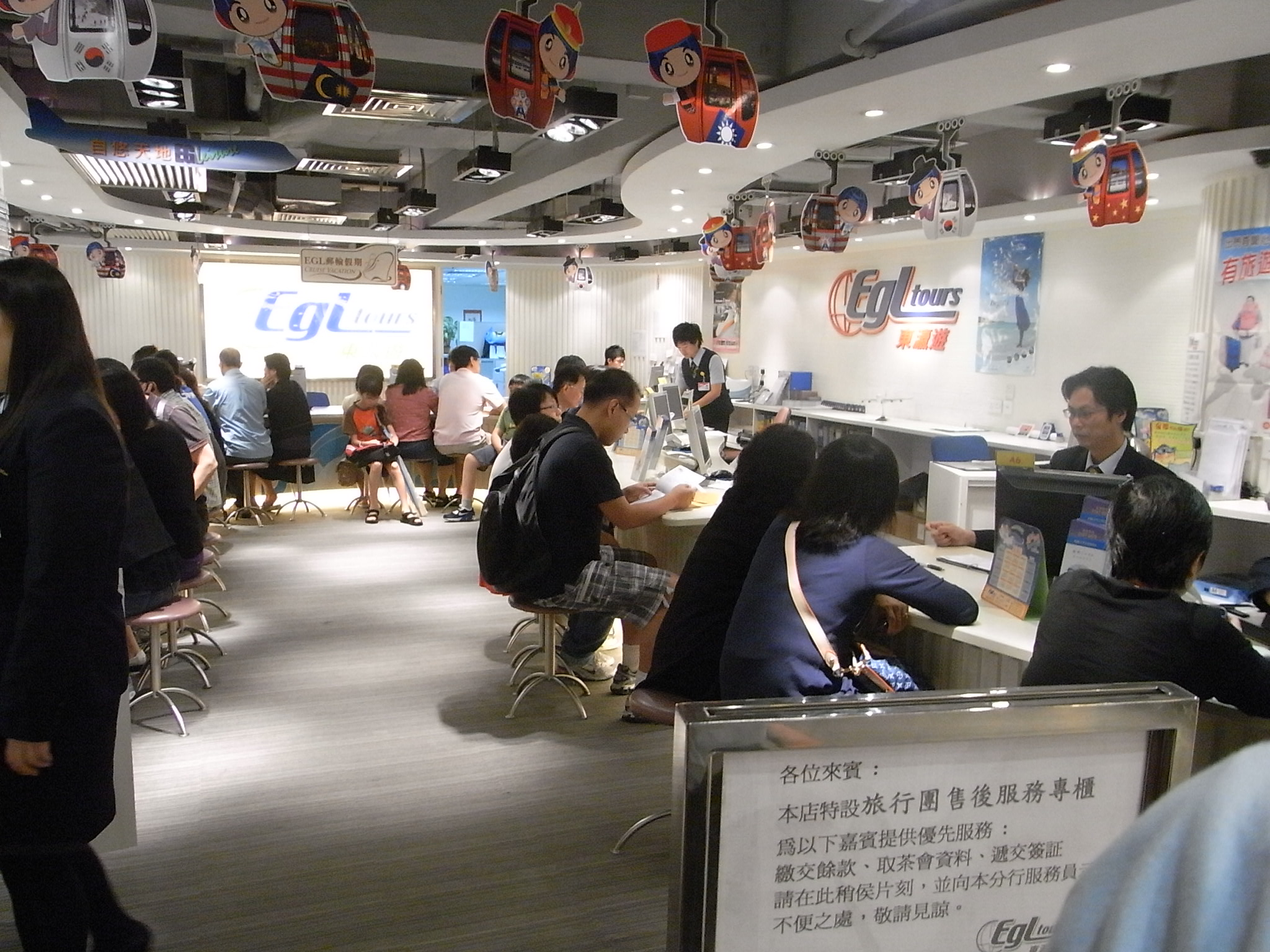
東瀛遊位於銅鑼灣恆隆中心分行

東瀛遊控股有限公司，簡稱東瀛遊（英語：EGL Holdings Company Limited，港交所：6882），於1986年成立及上市，其附屬公司東瀛遊旅行社有限公司﹙於1987年成立﹚是一間以香港為基地的跨境式旅行社，為香港旅遊業議會基本會員（香港旅行社牌照號碼：350805）。從前以組織旅行團為主，現在發展多元化的旅遊服務，包括各類包團、商務旅遊（會議、展覽、洽談、獎勵旅遊）等，還有口罩派發等。其主要同類競爭對手有永安旅遊。

## 歷史
2000年，東瀛遊成立的，主要提供網上旅遊服務。
2007年，東瀛遊贊助無綫電視旅遊節目《雪映移城》，並且邀請了中日混血兒、香港女藝人裕美擔任代言人。
2008年12月17日東瀛遊宣布，下月初會向650名員工派發3萬元的花紅，表現卓越者更可獲4位數字，4名董事則象徵式分紅9999元。東瀛遊發言人禤國全說，希望可以成為榜樣，鼓勵員工與公司以一同面對經濟下滑的逆境。
2014年9月11日，東瀛遊宣佈正計劃上市，並已遞交了上市申請，其初步招股文件亦已上載至港交所網站，保薦人為申銀萬國。東瀛遊在2013年成為本港第三大旅行社，市場佔有率達到9.3%。股份每股發售價1.39元，估計集資淨額約1.145億港元，其中35%用於增強銷售渠道；25%用於營銷活動；另外，27%用作加強營運基礎設施。
2017年11月22日，東瀛遊購入的大阪酒店地皮落成並正式開業，酒店名為「OSAKA HINODE HOTEL 逸の彩」。另外，東瀛遊亦計劃在沖繩興建酒店。
2021年1月19日，東瀛遊召開員工大會，宣佈遣散所有導遊，達120人，遣散方案開支涉款2000萬元。而目前仍保留約70名領隊，並透過網購平台EGL Market維持收入。

## 外部連結
- 東瀛遊 egltours.com（页面存档备份，存于）